# Самудіо
Самудіо (баск. Zamudio, ісп. Zamudio) — муніципалітет в Іспанії, у складі автономної спільноти Країна Басків, у провінції Біская. Населення — 3203 особи (2009).
Муніципалітет розташований на відстані близько 330 км на північ від Мадрида, 5 км на північний схід від Більбао.
На території муніципалітету розташовані такі населені пункти: (дані про населення за 2009 рік)
- Гельдо: 143 особи
- Аранольца (Сан-Антолін): 138 осіб
- Угальдегурен (Сантімамі): 260 осіб
- Артеага (Сан-Мартін): 2662 особи

## Демографія
Динаміка населення (INE ):

## Галерея зображень

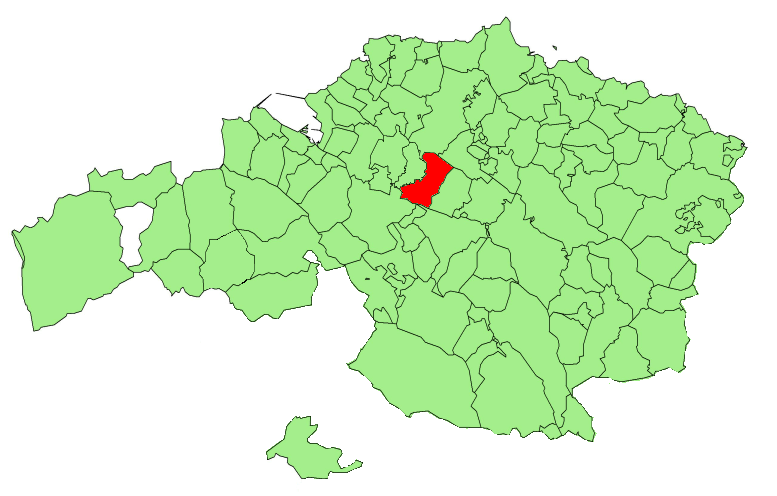
Розташування муніципалітету